# Spurius Maelius

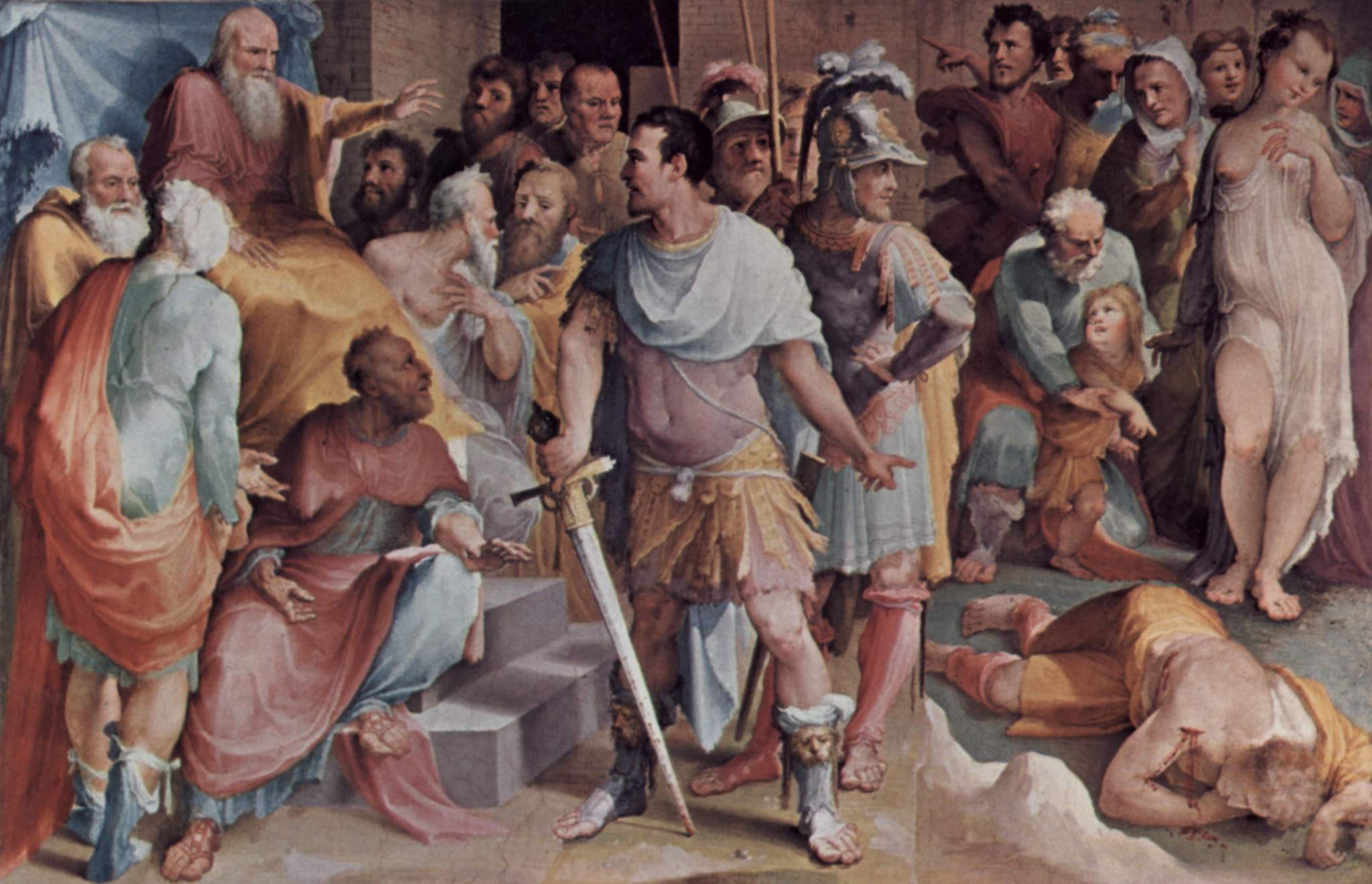
Ahala, der magister equitum, präsentiert Cincinnatus den toten Maelius, neuzeitliches Fresko von Beccafumi im Palazzo Pubblico in Siena.

Spurius Maelius († 439 v. Chr.) war eine legendenhafte Gestalt der frühen römischen Republik.
Gemäß der unzuverlässigen und mehrere Jahrhunderte nach den Ereignissen ausgestalteten römischen Überlieferung war Maelius ein reicher Plebejer der höchsten Zensusklasse (eques), der Getreidelager hatte anlegen lassen und bei einer Hungersnot 440/439 v. Chr. das Korn zu niedrigen Preisen an das Volk verkaufte. Er soll dabei das Konsulat oder sogar die Königswürde angestrebt haben. Dies führte dazu, dass er durch Lucius Minucius Esquilinus Augurinus, den damaligen praefectus Annonae, angeklagt wurde. Kurz darauf wurde Maelius von Gaius Servilius Ahala, dem magister equitum des Diktators Lucius Quinctius Cincinnatus, getötet, weil er einer Vorladung nicht Folge geleistet habe. Sein Haus wurde niedergerissen, die so entstandene Fläche blieb unter dem Namen Aequimelium bis wenigstens zum Ende des 1. Jahrhunderts v. Chr. unbebaut.